# 土衛四十四
土卫四十四（Hyrrokkin），编号S/2004 S 19，是环绕土星运行的一颗卫星。

## 概述
這顆衛星的平均直徑約為8公里，每914.29天以逆行方向繞土星公轉一週，與土星赤道的軌道傾角為153.2°，軌道離心率0.360，自轉週期為12.76 ± 0.03小時。